# 티미슈강

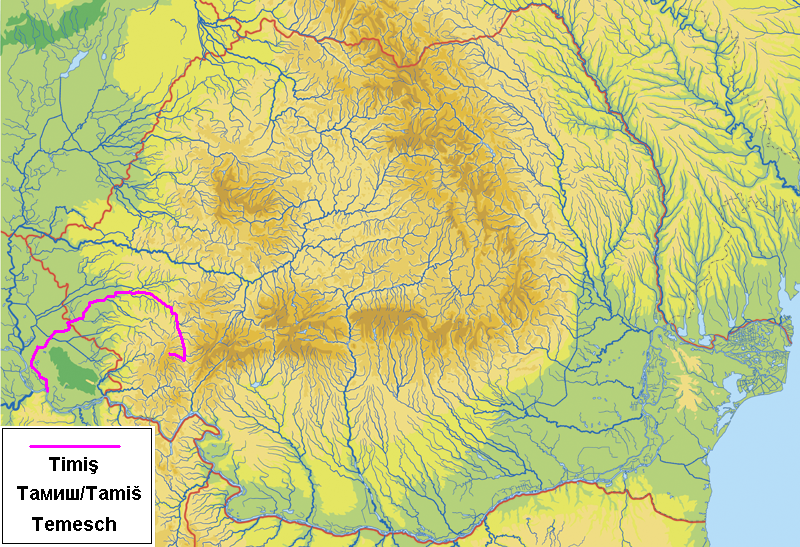
티미슈강의 지도

티미슈강(루마니아어: Timiș) 또는 타미시강(세르비아어: Тамиш / Tamiš, 독일어: Temesch 테메슈[*], 헝가리어: Temes 테메시[*])은 루마니아와 세르비아의 강으로 길이는 359 km, 유역 면적은 10,280 km2, 평균 유랑은 47 m3/s이다. 다뉴브강의 지류이며 티미슈강과 접한 주요 도시로는 루마니아 카란세베슈, 루고지, 세르비아 판체보가 있다.
루마니아 카라슈세베린주에 위치한 카르파티아산맥 남부의 세메니크산맥(Semenic)에서 발원하여 루마니아 티미슈주를 거쳐 세르비아 보이보디나를 흐른다. 세르비아 판체보 인근에서 다뉴브강과 합류한 뒤에는 흑해 방향으로 흘러간다.